# Фирићеја
Фирићеја (алб. Feriqevë) је насеље у општини Косовска Каменица, Косово и Метохија, Република Србија.

## Становништво
| Демографија | Демографија | Демографија |
| Година      | Становника  | Становника  |
| ----------- | ----------- | ----------- |
| 1948.       | 377         |             |
| 1953.       | 386         |             |
| 1961.       | 352         |             |
| 1971.       | 400         |             |
| 1981.       | 337         |             |
| 1991.       | 366         |             |